# Цикавац
Цикавац је биће из митологије Јужних Словена, које је нарочито заступљено у митологији Срба.

## Опис цикавца у митологији и народним предањима
У народним предањима се описује као птица са дугим кљуном и кожнатом врећом испод врата. Према предањима цикавац је корисно биће, и начин на који би се могао прибавити је тај што би се излегао из украденог јајета од црне кокошке, које би се дало жени која би га 40 дана носила под пазухом док се не излеже. За то вријеме, жена се није смјела умивати ни резати нокте, нити се исповједати као ни молити. Кад би се излегао цикавац би одлазио да сише мед из туђих кошница и млијеко из крава те би их затим носио свом власнику. Цикавац је врло привржен свом власнику, који захваљујући њему бива обдарен разумијевањем немуштог језика.